# Lignières-sur-Aire
Lignières-sur-Aire är en kommun i departementet Meuse i regionen Grand Est (tidigare regionen Lorraine) i nordöstra Frankrike. Kommunen ligger i kantonen Pierrefitte-sur-Aire som tillhör arrondissementet Commercy. År 2022 hade Lignières-sur-Aire 52 invånare.

## Befolkningsutveckling
Antalet invånare i kommunen Lignières-sur-Aire
| Referens: INSEE |